# Andrzej Wroński

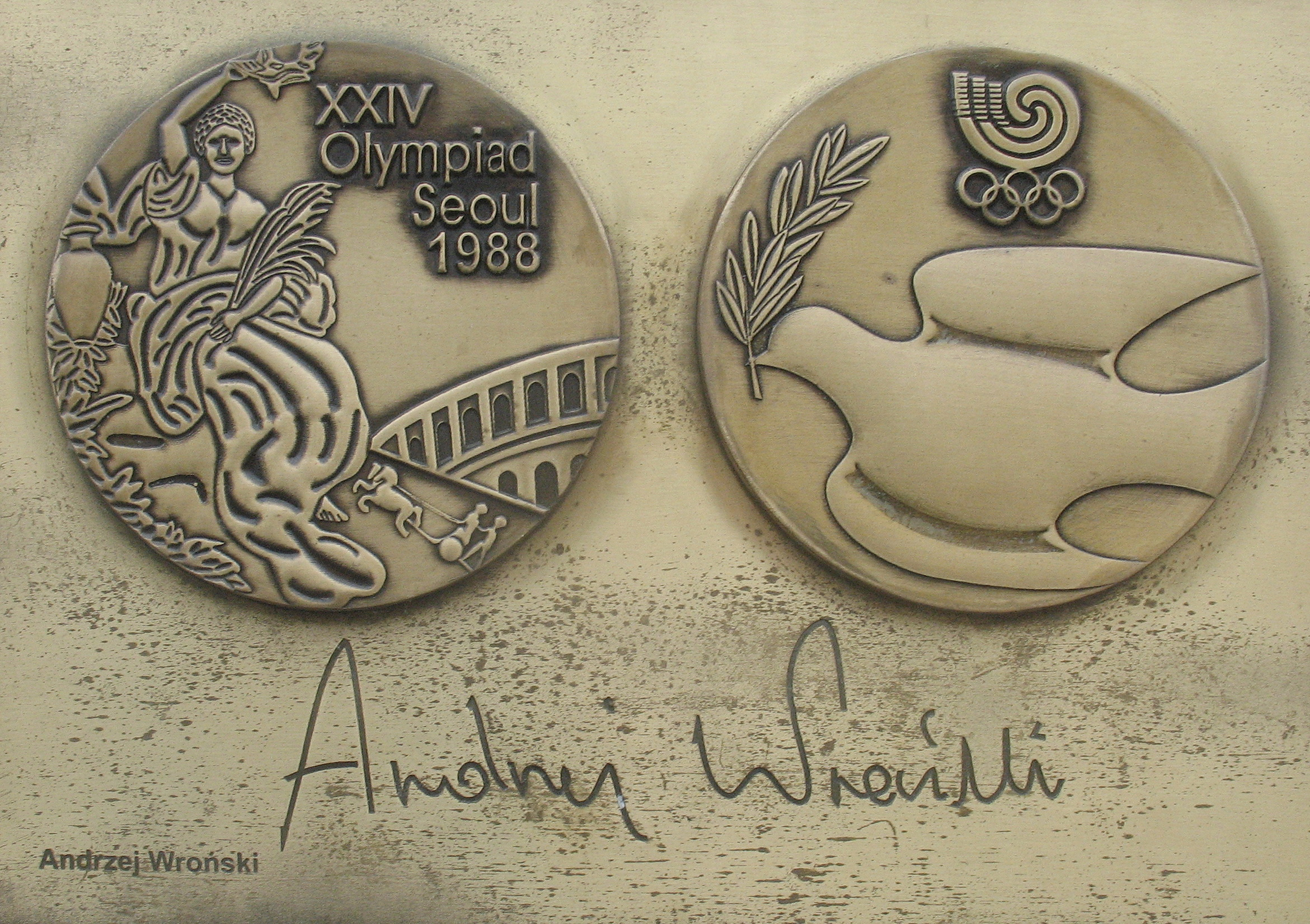
Copie A. Wroński médaille et autographe Stars Avenue dans le sport Dziwnów

Andrzej Adam Wroński est un lutteur polonais, né le 8 octobre 1965 à Kartuzy.

## Biographie
Il participe aux Jeux olympiques d'été de 1988, de 1992, de 1996 et conduit la délégation polonaise aux Jeux olympiques d'été de 2000.
Il fut Champion de Pologne à quinze reprise (de 1988 à 2000, et en 2004).

## Palmarès

### Jeux olympiques
- Seoul 1988 :  1er (Poids lourds)
- Barcelone 1992 : 4e
- Atlanta 1996 :  1er (Poids lourds)

### Championnats du monde
- -  Médaille d'or en 1994 à Tampere, en Finlande.
  -  Médaille d'argent en 1999.
  -  Médaille de bronze en 1993.
  -  Médaille de bronze en 1997.

### Championnats d'Europe
- -  Médaille d'or en 1989.
  -  Médaille d'or en 1992.
  -  Médaille d'or en 1994.
  -  Médaille de bronze en 1990.
  -  Médaille de bronze en 1996.

### Championnat polonais
- Huit fois champion national.

## Honneurs et distinctions
Andrzej Wroński est élu Sportif polonais de l'année en 1994 .